# B-Junioren-Bundesliga 2022/23
Die Saison 2022/23 war die 16. Spielzeit der B-Junioren-Bundesliga. Die Eröffnung fand am 13. August 2022 statt, das Endspiel wurde am 16. April 2023 ausgetragen.

## Modus und Sonderspielrunde
Alle Staffeln absolvierten lediglich eine Hinrunde. Dadurch sollte eine größtmögliche Flexibilität gewährleistet werden, falls es aufgrund der COVID-19-Pandemie zu Verzögerungen im Spielplan gekommen wäre. Da die Staffeln im März 2023 endeten, organisierte der DFB eine Sonderspielrunde, die von Ende März bis Juni 2023 ausgespielt wurde. Diese wurde in zwei Phasen ausgetragen: Für die Vorrunde wurden die Teams nach regionalen Gesichtspunkten in sieben Vierer- und drei Fünfergruppen eingeteilt. Nach einer einfachen Runde spielen die Erst- und Zweitplatzierten in einer „Liga A“, die übrigen Teams in einer „Liga B“. Auch dort wurden Vierer- bzw. Fünfergruppen gebildet, sodass jede Mannschaft nochmals drei bzw. vier weitere Spiele zu absolvieren hatte. Die Mannschaften, die sich für die Endrunde um die deutsche Meisterschaft qualifiziert hatten, übersprangen die Vorrunde und stiegen direkt in die „Liga A“ der Hauptrunde ein. Der FC Viktoria 1889 Berlin, der MSV Duisburg und Rot-Weiss Essen nahmen nicht an der Vorrunde teil.

## Staffel Nord/Nordost

### Tabelle
| Pl.             | Verein                  | Sp. | S  | U | N  | Tore    | Diff. | Punkte |
| --------------- | ----------------------- | --- | -- | - | -- | ------- | ----- | ------ |
| 1.              | VfL Wolfsburg           | 16  | 14 | 0 | 2  | 038:150 | +23   | 42     |
| 2.              | Chemnitzer FC           | 16  | 10 | 2 | 4  | 032:240 | +8    | 32     |
| 3.              | RB Leipzig              | 16  | 9  | 3 | 4  | 045:250 | +20   | 30     |
| 4.              | Werder Bremen           | 16  | 8  | 5 | 3  | 044:310 | +13   | 29     |
| 5.              | Hertha BSC              | 16  | 8  | 3 | 5  | 039:260 | +13   | 27     |
| 6.              | Dynamo Dresden          | 16  | 8  | 2 | 6  | 034:190 | +15   | 26     |
| 7.              | Hamburger SV            | 16  | 7  | 5 | 4  | 039:270 | +12   | 26     |
| 8.              | Hannover 96             | 16  | 8  | 1 | 7  | 032:240 | +8    | 25     |
| 9.              | FC St. Pauli            | 16  | 7  | 3 | 6  | 025:240 | +1    | 24     |
| 10.             | FC Viktoria 1889 Berlin | 16  | 7  | 2 | 7  | 036:330 | +3    | 23     |
| 11.             | 1. FC Union Berlin      | 16  | 7  | 2 | 7  | 033:350 | −2    | 23     |
| 12.             | 1. FC Magdeburg (N)     | 16  | 6  | 4 | 6  | 025:260 | −1    | 22     |
| 13.             | Hansa Rostock           | 16  | 6  | 2 | 8  | 023:330 | −10   | 20     |
| 14.             | Niendorfer TSV (N)      | 16  | 4  | 6 | 6  | 025:350 | −10   | 18     |
| 15.             | JLZ Emsland (N)         | 16  | 1  | 4 | 11 | 015:400 | −25   | 07     |
| 16.             | FC Erzgebirge Aue       | 16  | 1  | 3 | 12 | 013:360 | −23   | 06     |
| 17.             | FC Carl Zeiss Jena      | 16  | 1  | 1 | 14 | 014:590 | −45   | 04     |
| Stand: Endstand |                         |     |    |   |    |         |       |        |

| (N) | Aufsteiger aus den Regionalligen |

### Torschützenliste
|    |             | Spieler            | Verein         | Tore |
| -- | ----------- | ------------------ | -------------- | ---- |
| 1. | Deutschland | Jean-Paul Ndiaye   | Hannover 96    | 14   |
| 2. | Niederlande | Yannick Eduardo    | RB Leipzig     | 11   |
| 2. | Israel      | Yuval Ranon        | Werder Bremen  | 11   |
| 4. | Deutschland | Jonathan Akaegbobi | Dynamo Dresden | 10   |
| 4. | Deutschland | Eser Bekdemir      | Hertha BSC     | 10   |

## Staffel West

### Tabelle
| Pl.             | Verein                   | Sp. | S  | U | N  | Tore    | Diff. | Punkte |
| --------------- | ------------------------ | --- | -- | - | -- | ------- | ----- | ------ |
| 1.              | FC Schalke 04 (L)        | 15  | 13 | 2 | 0  | 043:300 | +40   | 41     |
| 2.              | Arminia Bielefeld        | 15  | 11 | 2 | 2  | 056:230 | +33   | 35     |
| 3.              | Bayer 04 Leverkusen      | 15  | 11 | 1 | 3  | 046:180 | +28   | 34     |
| 4.              | Borussia Mönchengladbach | 15  | 9  | 5 | 1  | 030:160 | +14   | 32     |
| 5.              | Borussia Dortmund        | 15  | 9  | 2 | 4  | 048:160 | +32   | 29     |
| 6.              | 1. FC Köln               | 15  | 9  | 1 | 5  | 049:300 | +19   | 28     |
| 7.              | VfL Bochum               | 15  | 8  | 3 | 4  | 034:260 | +8    | 27     |
| 8.              | Fortuna Düsseldorf       | 15  | 6  | 3 | 6  | 033:290 | +4    | 21     |
| 9.              | SC Paderborn 07          | 15  | 5  | 4 | 6  | 025:330 | −8    | 19     |
| 10.             | MSV Duisburg (N)         | 15  | 5  | 2 | 8  | 019:280 | −9    | 17     |
| 11.             | Rot-Weiss Essen          | 15  | 4  | 3 | 8  | 019:260 | −7    | 15     |
| 12.             | FC Hennef 05             | 15  | 4  | 3 | 8  | 020:320 | −12   | 15     |
| 13.             | Preußen Münster          | 15  | 3  | 4 | 8  | 018:320 | −14   | 13     |
| 14.             | Sportfreunde Siegen (N)  | 15  | 3  | 0 | 12 | 019:500 | −31   | 09     |
| 15.             | SC Fortuna Köln          | 15  | 2  | 1 | 12 | 014:550 | −41   | 07     |
| 16.             | SV Deutz 05 (N)          | 15  | 0  | 0 | 15 | 011:670 | −56   | 0      |
| Stand: Endstand |                          |     |    |   |    |         |       |        |

| (L) | Sieger des Weststaffel-Ligapokals |

### Torschützenliste
|    |             | Spieler          | Verein              | Tore |
| -- | ----------- | ---------------- | ------------------- | ---- |
| 1. | Deutschland | Henrik Koch      | Arminia Bielefeld   | 17   |
| 2. | Deutschland | Paris Brunner    | Borussia Dortmund   | 16   |
| 3. | Deutschland | Ken Izekor       | Bayer 04 Leverkusen | 14   |
| 4. | Deutschland | Nick Cherny      | Arminia Bielefeld   | 12   |
| 5. | Togo        | Zaid Tchibara    | Bayer 04 Leverkusen | 11   |
| 5. | Deutschland | Youssoupha Niang | 1. FC Köln          | 11   |

## Staffel Süd/Südwest

### Tabelle
| Pl.             | Verein                  | Sp. | S  | U | N  | Tore    | Diff. | Punkte |
| --------------- | ----------------------- | --- | -- | - | -- | ------- | ----- | ------ |
| 1.              | TSG 1899 Hoffenheim     | 16  | 13 | 1 | 2  | 062:250 | +37   | 40     |
| 2.              | VfB Stuttgart           | 16  | 12 | 2 | 2  | 072:160 | +56   | 38     |
| 3.              | FC Bayern München       | 16  | 12 | 2 | 2  | 047:200 | +27   | 38     |
| 4.              | Eintracht Frankfurt     | 16  | 9  | 4 | 3  | 050:260 | +24   | 31     |
| 5.              | 1. FSV Mainz 05         | 16  | 8  | 2 | 6  | 029:230 | +6    | 26     |
| 6.              | Karlsruher SC           | 16  | 8  | 1 | 7  | 024:260 | −2    | 25     |
| 7.              | FC Augsburg             | 16  | 6  | 6 | 4  | 033:280 | +5    | 24     |
| 8.              | SSV Jahn Regensburg (N) | 16  | 7  | 3 | 6  | 035:400 | −5    | 24     |
| 9.              | 1. FC Nürnberg          | 16  | 7  | 2 | 7  | 030:270 | +3    | 23     |
| 10.             | SC Freiburg             | 16  | 6  | 4 | 6  | 033:260 | +7    | 22     |
| 11.             | TSV 1860 München        | 16  | 6  | 3 | 7  | 027:290 | −2    | 21     |
| 12.             | SV Darmstadt 98         | 16  | 6  | 2 | 8  | 028:350 | −7    | 20     |
| 13.             | SpVgg Unterhaching      | 16  | 5  | 3 | 8  | 021:390 | −18   | 18     |
| 14.             | Stuttgarter Kickers     | 16  | 3  | 3 | 10 | 021:460 | −25   | 12     |
| 15.             | SpVgg Greuther Fürth    | 16  | 4  | 0 | 12 | 022:520 | −30   | 12     |
| 16.             | FC-Astoria Walldorf (N) | 16  | 1  | 4 | 11 | 015:420 | −27   | 07     |
| 17.             | 1. FC Saarbrücken (N)   | 16  | 1  | 2 | 13 | 011:600 | −49   | 05     |
| Stand: Endstand |                         |     |    |   |    |         |       |        |

| (N) | Aufsteiger aus der Regional- und Oberliga |

### Torschützenliste
|    |             | Spieler       | Verein              | Tore |
| -- | ----------- | ------------- | ------------------- | ---- |
| 1. | Deutschland | Robert Ramsak | FC Bayern München   | 18   |
| 2. | Marokko     | Anas Alaoui   | Eintracht Frankfurt | 16   |
| 3. | Polen       | Mike Huras    | VfB Stuttgart       | 14   |
| 4. | Deutschland | Eliot Bujupi  | VfB Stuttgart       | 13   |
| 5. | Deutschland | Paul Kraußold | 1. FC Nürnberg      | 12   |

## Endrunde um die deutsche B-Junioren-Meisterschaft 2023
Die Meister aller Staffeln sowie die zweitplatzierte Mannschaft der Staffel West qualifizierten sich für die Endrunde um die deutsche Meisterschaft.
| - Meister der Staffel Nord/Nordost: VfL Wolfsburg - Meister der Staffel Süd/Südwest: TSG 1899 Hoffenheim | - Meister der Staffel West: FC Schalke 04 - Vizemeister der Staffel West: Arminia Bielefeld |

### Halbfinale
| Datum             |                     | Gesamt          |               | Hinspiel  | Rückspiel |
| ----------------- | ------------------- | --------------- | ------------- | --------- | --------- |
| 1./10. April 2023 | Arminia Bielefeld   | 3:2             | FC Schalke 04 | 0:1 (0:1) | 3:1 (1:0) |
| 2./10. April 2023 | TSG 1899 Hoffenheim | 6:6 (4:5 i. E.) | VfL Wolfsburg | 4:3 (3:2) | 2:3 (1:0) |

### Finale
| Arminia Bielefeld                                      | Arminia Bielefeld | VfL Wolfsburg | VfL Wolfsburg |
| ------------------------------------------------------ | --- | --- | ------------- |
| Arminia Bielefeld                                      | \| 16. April 2023 um 11:00 Uhr in Bielefeld (SchücoArena) \| \| Ergebnis: 2:1 (0:0) \| \| Zuschauer: 8.384 \| \| Schiedsrichter: Marvin Tennes (Rostock) \| \| Spielbericht \|         | \| 16. April 2023 um 11:00 Uhr in Bielefeld (SchücoArena) \| \| Ergebnis: 2:1 (0:0) \| \| Zuschauer: 8.384 \| \| Schiedsrichter: Marvin Tennes (Rostock) \| \| Spielbericht \|                                                                                            | VfL Wolfsburg |
| Arminia Bielefeld                                      | Artem Zaloga – Justin Lukas, Adrian Nezir, Niklas Möllers, Lennox Afolabi – Nick Cherny, Henry Obermeyer, Lucas Kiewitt , Tom Krüger – Niklas Tuppeck ( 85. Jeremy Reiss), Henrik Koch | Benedikt Börner – Dennis Çelik, David Odogu , Till Neininger, Jan Bürger – Oskar Prokopp ( 65. Eryk Grzywacz), Leonard Köhler ( 83. Akram Mohamadou), Bennit Bröger – Trevor Benedict ( 65. Oliwier Bosacki), Alexander Georgiadi, Elijas Aslanidis ( 83. Louis Grobauer) | VfL Wolfsburg |
| Arminia Bielefeld                                      | 1:0 Cherny (74.) 2:0 Koch (79.) | 2:1 Grobauer (88.) | VfL Wolfsburg |
| Arminia Bielefeld                                      | Afolabi (48.), Krüger (66.), Tuppeck (80.), Obermeyer (90.+1') | Aslanidis (27.) | VfL Wolfsburg |
| Arminia Bielefeld                                      | Krüger (76.) | | VfL Wolfsburg |
| 16. April 2023 um 11:00 Uhr in Bielefeld (SchücoArena) | | |               |
| Ergebnis: 2:1 (0:0)                                    | | |               |
| Zuschauer: 8.384                                       | | |               |
| Schiedsrichter: Marvin Tennes (Rostock)                | | |               |
| Spielbericht                                           | | |               |

## Sonderspielrunde

### Vorrunde
Gruppe A
| Pl.             | Verein             | Sp. | S | U | N | Tore    | Diff. | Punkte |
| --------------- | ------------------ | --- | - | - | - | ------- | ----- | ------ |
| 1.              | FC Bayern München  | 3   | 3 | 0 | 0 | 010:400 | +6    | 09     |
| 2.              | TSV 1860 München   | 3   | 2 | 0 | 1 | 009:600 | +3    | 06     |
| 3.              | FC Augsburg        | 3   | 1 | 0 | 2 | 006:900 | −3    | 03     |
| 4.              | SpVgg Unterhaching | 3   | 0 | 0 | 3 | 004:100 | −6    | 0      |
| Stand: Endstand |                    |     |   |   |   |         |       |        |

Gruppe B
| Pl.             | Verein              | Sp. | S | U | N | Tore    | Diff. | Punkte |
| --------------- | ------------------- | --- | - | - | - | ------- | ----- | ------ |
| 1.              | VfB Stuttgart       | 3   | 3 | 0 | 0 | 007:200 | +5    | 09     |
| 2.              | Karlsruher SC       | 3   | 1 | 1 | 1 | 004:300 | +1    | 04     |
| 3.              | Stuttgarter Kickers | 3   | 1 | 1 | 1 | 004:500 | −1    | 04     |
| 4.              | SC Freiburg         | 3   | 0 | 0 | 3 | 003:800 | −5    | 0      |
| Stand: Endstand |                     |     |   |   |   |         |       |        |

Gruppe C
| Pl.             | Verein              | Sp. | S | U | N | Tore    | Diff. | Punkte |
| --------------- | ------------------- | --- | - | - | - | ------- | ----- | ------ |
| 1.              | 1. FSV Mainz 05     | 3   | 3 | 0 | 0 | 011:300 | +8    | 09     |
| 2.              | SV Darmstadt 98     | 3   | 2 | 0 | 1 | 004:400 | ±0    | 06     |
| 3.              | FC-Astoria Walldorf | 3   | 1 | 0 | 2 | 008:800 | ±0    | 03     |
| 4.              | 1. FC Saarbrücken   | 3   | 0 | 0 | 3 | 003:110 | −8    | 0      |
| Stand: Endstand |                     |     |   |   |   |         |       |        |

Gruppe D
| Pl.             | Verein               | Sp. | S | U | N | Tore    | Diff. | Punkte |
| --------------- | -------------------- | --- | - | - | - | ------- | ----- | ------ |
| 1.              | 1. FC Nürnberg       | 3   | 3 | 0 | 0 | 016:600 | +10   | 09     |
| 2.              | Eintracht Frankfurt  | 3   | 2 | 0 | 1 | 013:900 | +4    | 06     |
| 3.              | SpVgg Greuther Fürth | 3   | 1 | 0 | 2 | 007:900 | −2    | 03     |
| 4.              | SSV Jahn Regensburg  | 3   | 0 | 0 | 3 | 005:170 | −12   | 0      |
| Stand: Endstand |                      |     |   |   |   |         |       |        |

Gruppe E
| Pl.             | Verein              | Sp. | S | U | N | Tore    | Diff. | Punkte |
| --------------- | ------------------- | --- | - | - | - | ------- | ----- | ------ |
| 1.              | Bayer 04 Leverkusen | 4   | 4 | 0 | 0 | 010:100 | +9    | 12     |
| 2.              | 1. FC Köln          | 4   | 3 | 0 | 1 | 013:100 | +12   | 09     |
| 3.              | Fortuna Düsseldorf  | 4   | 2 | 0 | 2 | 008:700 | +1    | 06     |
| 4.              | Sportfreunde Siegen | 4   | 1 | 0 | 3 | 004:120 | −8    | 03     |
| 5.              | SV Deutz 05         | 4   | 0 | 0 | 4 | 004:180 | −14   | 0      |
| Stand: Endstand |                     |     |   |   |   |         |       |        |

Gruppe F
| Pl.             | Verein                   | Sp. | S | U | N | Tore    | Diff. | Punkte |
| --------------- | ------------------------ | --- | - | - | - | ------- | ----- | ------ |
| 1.              | Borussia Dortmund        | 4   | 3 | 0 | 1 | 012:400 | +8    | 09     |
| 2.              | VfL Bochum               | 4   | 2 | 2 | 0 | 008:400 | +4    | 08     |
| 3.              | FC Hennef 05             | 4   | 2 | 0 | 2 | 006:800 | −2    | 06     |
| 4.              | Borussia Mönchengladbach | 4   | 1 | 1 | 2 | 006:700 | −1    | 04     |
| 5.              | SC Fortuna Köln          | 4   | 0 | 1 | 3 | 004:130 | −9    | 01     |
| Stand: Endstand |                          |     |   |   |   |         |       |        |

Gruppe G
| Pl.             | Verein             | Sp. | S | U | N | Tore    | Diff. | Punkte |
| --------------- | ------------------ | --- | - | - | - | ------- | ----- | ------ |
| 1.              | RB Leipzig         | 4   | 4 | 0 | 0 | 011:600 | +5    | 12     |
| 2.              | Chemnitzer FC      | 4   | 2 | 1 | 1 | 009:700 | +2    | 07     |
| 3.              | FC Erzgebirge Aue  | 4   | 2 | 0 | 2 | 007:600 | +1    | 06     |
| 4.              | Dynamo Dresden     | 4   | 1 | 1 | 2 | 005:700 | −2    | 04     |
| 5.              | FC Carl Zeiss Jena | 4   | 0 | 0 | 4 | 003:900 | −6    | 0      |
| Stand: Endstand |                    |     |   |   |   |         |       |        |

Gruppe H
| Pl.             | Verein          | Sp. | S | U | N | Tore    | Diff. | Punkte |
| --------------- | --------------- | --- | - | - | - | ------- | ----- | ------ |
| 1.              | Hannover 96     | 3   | 3 | 0 | 0 | 011:000 | +11   | 09     |
| 2.              | Preußen Münster | 3   | 1 | 1 | 1 | 005:600 | −1    | 04     |
| 3.              | JLZ Emsland     | 3   | 1 | 0 | 2 | 004:800 | −4    | 03     |
| 4.              | SC Paderborn 07 | 3   | 0 | 1 | 2 | 003:900 | −6    | 01     |
| Stand: Endstand |                 |     |   |   |   |         |       |        |

Gruppe I
| Pl.             | Verein             | Sp. | S | U | N | Tore    | Diff. | Punkte |
| --------------- | ------------------ | --- | - | - | - | ------- | ----- | ------ |
| 1.              | Hertha BSC         | 3   | 2 | 1 | 0 | 009:600 | +3    | 07     |
| 2.              | Hansa Rostock      | 3   | 2 | 0 | 1 | 007:400 | +3    | 06     |
| 3.              | 1. FC Union Berlin | 3   | 1 | 0 | 2 | 005:800 | −3    | 03     |
| 4.              | 1. FC Magdeburg    | 3   | 0 | 1 | 2 | 006:900 | −3    | 01     |
| Stand: Endstand |                    |     |   |   |   |         |       |        |

Gruppe J
| Pl.             | Verein         | Sp. | S | U | N | Tore    | Diff. | Punkte |
| --------------- | -------------- | --- | - | - | - | ------- | ----- | ------ |
| 1.              | Werder Bremen  | 3   | 3 | 0 | 0 | 019:400 | +15   | 09     |
| 2.              | Niendorfer TSV | 3   | 2 | 0 | 1 | 007:900 | −2    | 06     |
| 3.              | Hamburger SV   | 3   | 0 | 1 | 2 | 005:110 | −6    | 01     |
| 4.              | FC St. Pauli   | 3   | 0 | 1 | 2 | 004:110 | −7    | 01     |
| Stand: Endstand |                |     |   |   |   |         |       |        |